# Vault-de-Lugny
Vault-de-Lugny je francouzská obec v departementu Yonne v regionu Burgundsko-Franche-Comté. V roce 2008 zde žilo 325 obyvatel.

## Poloha
Obec leží 4 km na severozápadně od města Avallon. Sousedí s obcemi: Girolles (S), Annéot (SV), Pontaubert (V), Island (J), Domecy-sur-le-Vault (JZ), Givry (Z).